# Henri Välimäki
Henri Esko Välimäki (ur. 13 czerwca 1984) – fiński zapaśnik walczący w stylu klasycznym. Siódmy na mistrzostwach świata w 2009. Ósmy na mistrzostwach Europy w 2011. Zajął 28. miejsce na Igrzyskach europejskich w 2015. Zdobył cztery medale na mistrzostwach nordyckich w latach 2008–2011.